# Plateosauria
Plateosauria  é um clado de  dinossauros sauropodomorfos que viveram d Triássico Superior ao Cretáceo Superior. O nome Plateosauria foi cunhado primeiramente por G. Tornier em 1913. O nome caiu em  desuso até os anos 80, quando uma nova geração de paleontólogos começou a usar o nome outra vez.
Galton e Upchurch (2004) designaram os Plateosauria para o Prosauropoda. Dentro do clado, nomeou a família Plateosauridae, que inclui o dinossauro Plateosaurus. Galton e Upchurch também nomeou o Coloradisaurus, o Euskelosaurus, o Lufengosaurus, o Jingshanosaurus, o Massospondylus, o Mussaurus, o Sellosaurus e o Yunnanosaurus. Alguns  paleontólogos consideram o Massospondylus e seus parentes mais próximos  um agrupamento familiar separado, os Massospondylidae.  A sistemática de sauropodomorfos basais continua a ser submetida à revisão.